# Lepe (Hampshire)
Lepe est un village sur le Solent, dans le district de New Forest, comté du Hampshire, en Angleterre.

## Géographie
Lors du recensement de 2011, la population a été comptée avec celle de la paroisse civile d'Exbury.
Le village est situé à l'embouchure de la Dark Water, sur le site du Lepe Country Park qui s'étend de la baie de Stanswood jusqu'à l'embouchure de la Beaulieu.

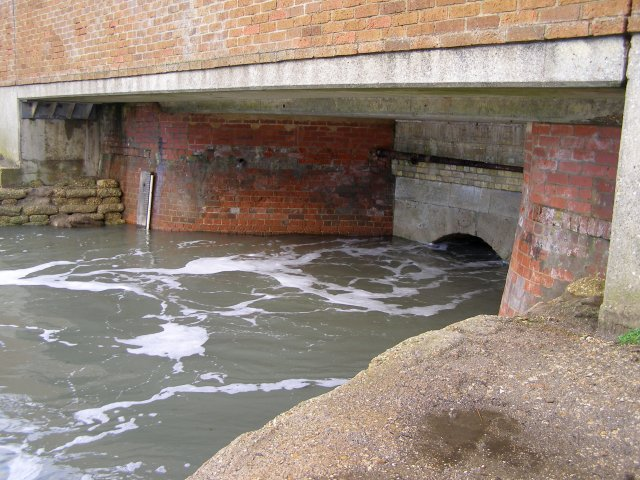
Le pont sur la Dark Water.

## Vue d'ensemble
Lepe fait partie de la paroisse civile d'Exbury et Lepe qui, à son tour, fait partie du district de New Forest.
Il abrite le parc national de Lepe, avec un kilomètre de plage, des falaises bordées de pins, des vestiges historiques du jour J et des prés de fleurs sauvages.
Un café et un magasin sont ouverts toute l'année.

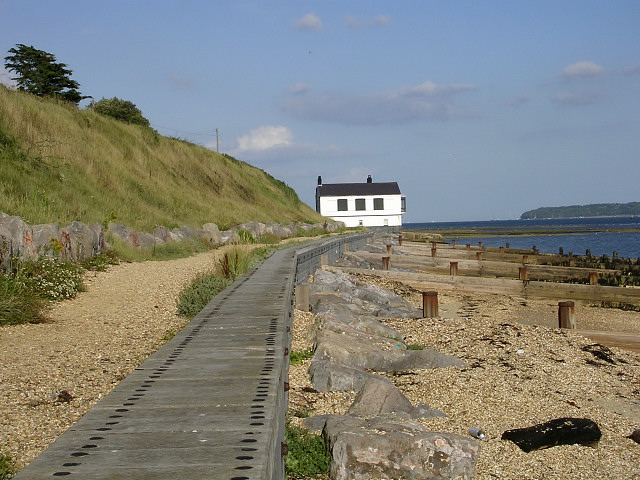
Éléments de défense contre l'érosion côtière.

Du haut des falaises, au-dessus de la plage, il est possible d'accéder à des vues imprenables sur le Solent occidental, ce qui permet d'apercevoir le poste de sauvetage indépendant Solent Rescue.
Inchmery Quay se trouve à l'ouest.

## Histoire
On dit parfois que Lepe était un port à l'époque de la Grande-Bretagne romaine. La preuve en est le tracé apparent d'une voie romaine, qui longeait le côté est de la New Forest, de Totton à Lepe.
Lepe est cité pour la première fois au XIIIe siècle.
Le nom peut signifier "lieu sautant", peut-être par rapport à un gué, ou autre lieu de passage.
Il semble avoir fait partie du manoir d'Exbury, qui plus tard a souvent été appelé le « manoir d'Exbury et de Lepe ».
La tradition dit qu'un village a été détruit à Lepe par une grande tempête avant le début des années 1700.
Deux ports, à Lepe et à Stone Point, auraient également existé.
L'information provenant d'anciennes cartes montre que la Dark Water s'écoulait vers l'est de l'endroit où elle se trouve maintenant, près de Stone Point.
Une carte de 1640 montre qu'un moulin à marée était situé à cet endroit. Le bassin de marée est toujours identifiable. Le secteur a été grandement affecté pendant la grande tempête de 1703 quand la côte sud de l'Angleterre a été ravagée pendant cinq jours.
Le port de Lepe a survécu et, en 1744, le constructeur naval Moody Janverin a été invité par l'amirauté à créer un chantier naval à Lepe. Parmi les navires construits à Lepe : HMS Greenwich, HMS Fowey, et HMS Europa.
Le port de Lepe s'est trouvé envasé vers 1825.
À cette époque, Lepe était impliqué dans le commerce des huîtres, de gros tas d'huîtres étaient empilés pour purification.
Un quai en bois a été construit à Lepe pour les besoins des briqueteries de la localité, jusqu'à ce que le commerce côtier diminue progressivement avec l'arrivée des chemins de fer.
Une station de garde-côtes a été construite à Lepe pour lutter contre la contrebande dans la région.
Au xviiie siècle, « Lepe House » était une auberge, connue sous le nom de « The Ship Inn », plus tard, elle fut agrandie pour devenir une maison de campagne.
En 1943, Lepe a été réquisitionné par la Royal Navy qui l'a utilisé comme base du « groupe d'assaut J.1 » pour le débarquement du jour J.
Trois inondations ont été subies : en 2004, en 2005 et en 2014.

## Lepe et le jour J, 1944

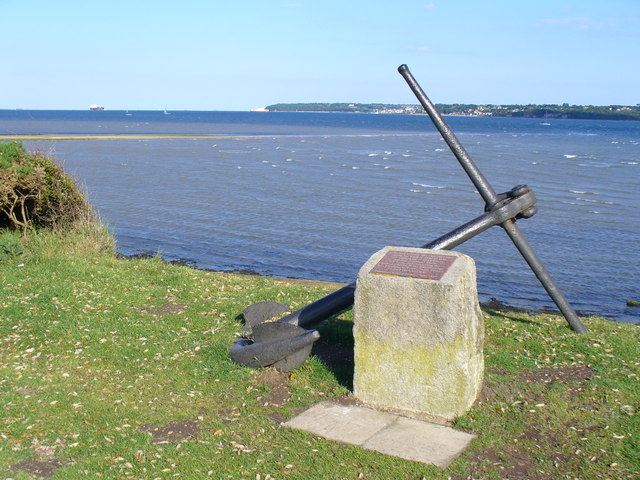
Mémorial du Jour-J.

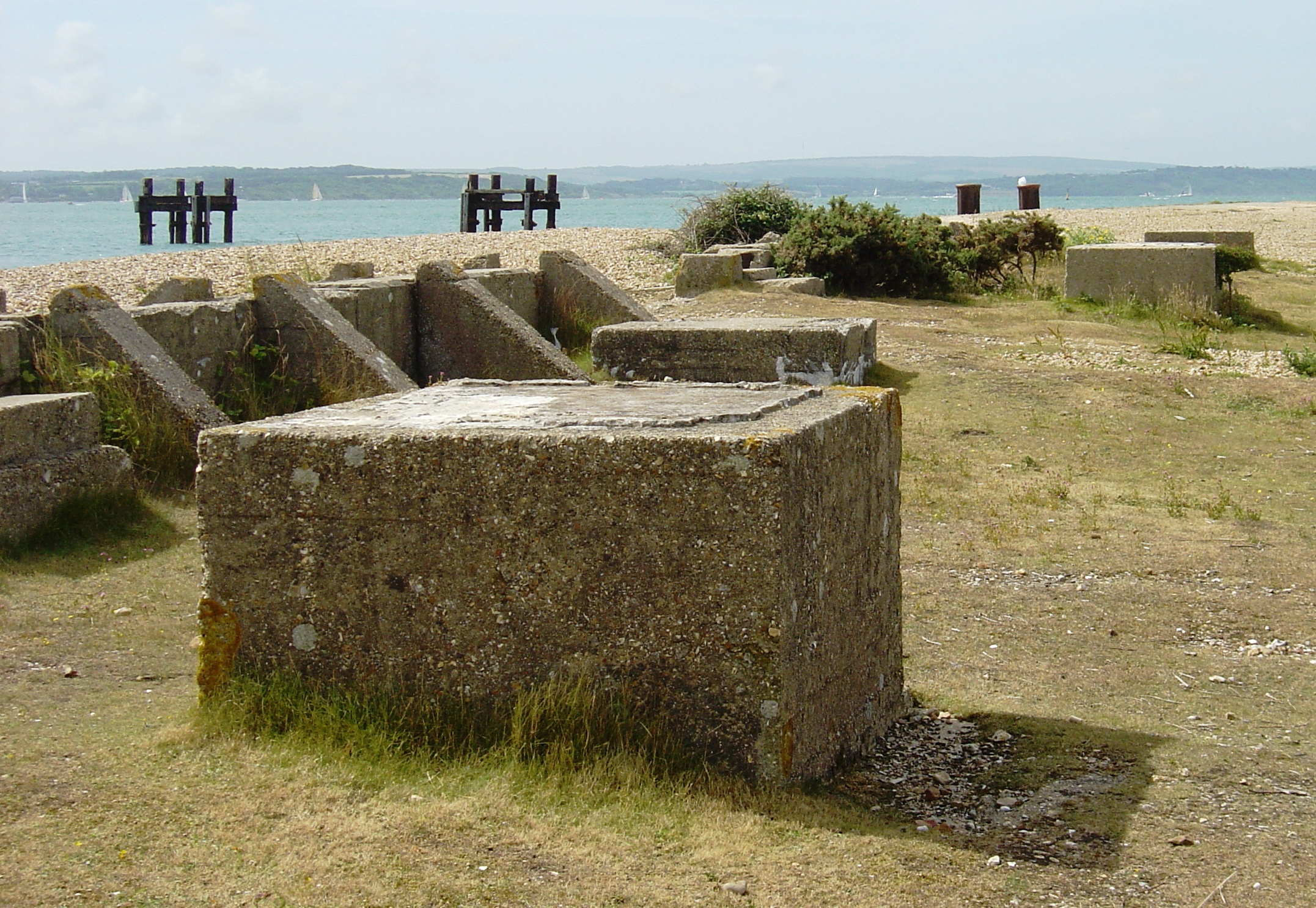
Ruines de la Seconde Guerre mondiale sur la plage de Lepe.

Avant l'invasion de la Normandie en juin 1944, Lepe était utilisé comme site de fabrication secret. Six caissons de béton massifs (type B2 brise-lames Phoenix) ont été construits et ont été ensuite remorqués à travers la Manche car ils ont fait partie du port artificiel Mulberry, après le jour J.
Lepe était également l'un des nombreux endroits, sur la côte sud de l'Angleterre, utilisés pour embarquer des troupes et du matériel pour le débarquement. Des tapis de béton, comme de « gros blocs de chocolat », ont été utilisés pour renforcer la plage de galets pour la circulation intense. Certains de ces tapis peuvent encore être vus aujourd'hui avec des restes de jetée, des bornes et diverses structures en béton et en briques. Lepe était aussi le point où le PLUTO, le pipeline sous la mer, quittait la terre anglaise : il transportait du carburant à travers l'île de Wight et sous la Manche vers les forces alliées en Normandie et au-delà.